# 切迪·奧斯曼
切迪·奧斯曼 （土耳其語：Cedi Osman，1995年4月8日—），出生於馬其頓共和國奧赫里德，土耳其籃球運動員，土耳其國家隊成員與美國國家籃球協會（NBA）球员。 現效力於圣安东尼奥马刺隊 ，場上位置為小前鋒和得分後衛。

## 職業生涯
2023年7月6日，奥斯曼在与迈阿密热火队和克利夫兰骑士队的三方交易中被交易到圣安东尼奥马刺队。

## 国家队生涯
2014年，切迪·奥斯曼代表土耳其队出战了U20欧洲篮球锦标赛，场均得到13.7分、4.1个篮板和2.5次助攻，率领土耳其队夺冠，并当选赛事MVP。
2017年9月，切迪·奥斯曼代表土耳其男篮国家队参加了2017年欧锦赛。9月11日，在淘汰赛土耳其56-73不敌西班牙的比赛中，奥斯曼出场32分钟，得到8分、4个篮板，无缘欧锦赛8强。
在2019世界盃籃球賽時連投失兩顆罰球，最終遭到美國隊以一分之差擊敗。